# Елонгација
Елонгација je угао између Сунца и планета, Месеца или неког другог небеског тела, гледано са Земље. 
Терестрички планети имају ограничену максималну елонгацију. Тако су вредности елонгације Меркура ограничени на 17°30' до 27°45' (што је последица изразито великог ексцентрицитета орбите ове планете), односно Венере на вредности од 45° до 47°. 
Спољашње планете могу имати било коју вредност елонгације. Елонгација од 90° се назива квадратура, она од 0° конјункција, а од 180° опозиција.